# Jordi Vilches
Jordi Vilches (Salt, 19 novembre 1979) è un attore spagnolo.

## Carriera
Studia recitazione presso Xavier Gratacós y en la Escola El Galliner di Gerona, e prima di lavorare come attore aveva lavorato anche come clown, acrobata e giocoliere. Nel 2000 debutta nel film Krámpack di Cesc Gay, che rimane anche il suo ruolo più importante e per il quale viene anche nominato ai Goya Award nella categoria "Miglior nuovo attore". In seguito ha recitato in numerose altre produzioni cinematografiche e televisive fra cui Due tipi duri del 2003, per il quale è stato nominato come miglior attore non protagonista ai Cinema Writers Circle Awards.

## Filmografía

### Cinema
- Krámpack, regia di Cesc Gay (2000)

- Guerreros, regia di Daniel Calparsoro (2002)
- El robo más grande jamás contado, regia di Daniel Monzón (2002)
- Due tipi duri (Dos tipos duros), regia di Juan Martínez Moreno (2003)
- Platillos volantes, regia di Óscar Aibar (2003)
- El calentito, regia di Chus Gutiérrez (2005)
- Fin de curso, regia di Miguel Martí (2005)
- Siempre Habana, regia di Sergio Colastra e Ángel Peláez (2005)
- Locos por el sexo, regia di Javier Rebollo (2006)
- La máquina de bailar, regia di Óscar Aibar (2006)
- 8 citas, regia di Peris Romano e Rodrigo Sorogoyen (2008)
- Spanish Movie, regia di Javier Ruiz Caldera (2009)
- Propios y extraños, regia di Manolo González  (2010)
- La banda Picasso, regia di Fernando Colomo (2012)
- La maniobra de Heimlich, regia di Manolo Vázquez (2014)
- Murieron por encima de sus posibilidades, regia di Isaki Lacuesta (2014)
- Género, regia di Manuel Mira (2016)
- Mil coses que faria per tu, regia di Dídac Cervera (2017)
- El club de los buenos infieles, regia di Lluís Segura (2017)
- Ecos, regia di Tommy Llorens (2020)

### Cortometraggi
- Canciones de invierno, regia di Félix Viscarret (2004)
- Diente por ojo, regia di Eivind Holmboe (2007)
- Yo y sus geranios, regia di Paco Cavero (2007)
- Disminuir el paso, regia di Iván Hermés (2008)
- El aullido, regia di Frederic Amat (2009)
- Sabrina, regia di Sergio Colmenar (2011)
- Gente cerca, regia di Sergio Colmenar (2013)
- Troya, regia di Isaac-Pierre Racine (2014)
- It's Dark in the City, regia di Anna Avramenko (2014)
- Download Vilches, regia di Isaki Lacuesta (2014)
- El vidente, regia di Roberto Suárez (2015)